# Great Northern Railway
La Great Northern Railway est un ancien réseau de chemin de fer reliant les villes de St. Paul (Minnesota) à la ville de Seattle (Washington) aux États-Unis.
Le tracé long de 2 736 km, est développé au XIXe siècle par le magnat des chemins de fer James J. Hill.  Sa situation en fait le chemin de fer transcontinental le plus au nord du pays, il est au nord du chemin de fer Northern Pacific Railway.

## Historique

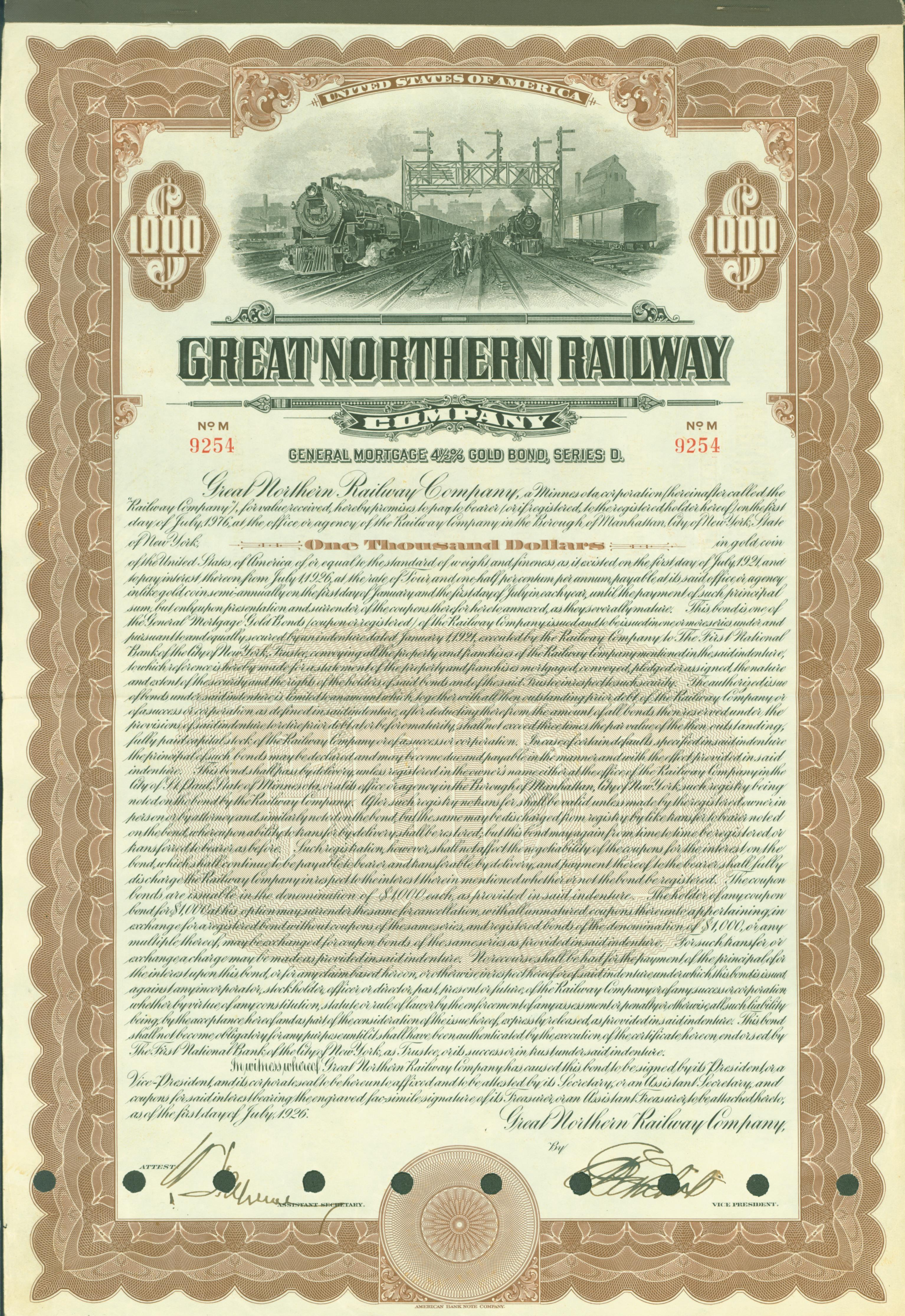
Gold Bond de la Great Northern Railway en date du 1 juillet 1926

Le Great Northern est construit progressivement, en vue de créer une ligne de chemin de fer rentable, avant d’étendre les voies plus à l’ouest dans les contrées non développées. D'importants moyens ont été mis en œuvre pour développer l’économie à proximité des voies, notamment des semences sont offertes à des fermiers pour que ceux-ci s'installent près des voies. La compagnie construit des lignes dans le nord près de la frontière canadienne dans le Minnesota, le Dakota du Nord et le Montana, et d'autres lignes plus au sud permettent d'atteindre Superior et Butte.  La compagnie gère un total de plus de 12 500 km de voies ferrées.
La ligne principale traverse le Mississippi sur le pont Stone Arch Bridge à Minneapolis (Minnesota) près des chutes de Saint Anthony les seules sur ce fleuve. Le pont cesse d’être utilisé en 1978 et il est maintenant devenu piétonnier, les passants peuvent apercevoir la chute d’eau et les écluses permettant aux bateaux de la contourner. La ligne principale rejoint la ville de Seattle en 1893, elle traverse la ligne continentale de partage des eaux au col de Marias. Ensuite la ligne entre dans le parc national de Glacier, ce qui fut largement mis en avant par la compagnie de chemin de fer pour favoriser le tourisme local et indirectement promouvoir l’utilisation du train pour y accéder.
En 1931, la compagnie développe une ligne dénommée Inside Gateway qui relie la Californie et qui est en concurrence avec la ligne du Southern Pacific qui relie l'Oregon à la Californie. La nouvelle voie est plus à l'est que l'ancienne et son tracé débute au niveau du fleuve Columbia. Elle se connecte au réseau du Western Pacific à Bieber (Californie). Ce dernier était relié au Atchison, Topeka and Santa Fe Railway à Stockton (Californie). Ce regroupement de trois réseaux est une réponse à la concurrence de la Southern Pacific qui relie également le nord-ouest au sud-ouest du pays. L'arrêt à Superior dans le Wisconsin, donne un avantage au Great Northern, car il permet un transport avantageux entre le Pacifique et l'Atlantique grâce au tracé plus court entre la ville de Duluth à l'Océan comparativement à Chicago.
En 1970, le Great Northern, le Northern Pacific Railway, le Chicago, Burlington and Quincy Railroad et le Spokane, Portland and Seattle Railway fusionnent pour former le Burlington Northern Railroad qui fait aujourd'hui partie du BNSF Railway.

## Matériel ferroviaire utilisé

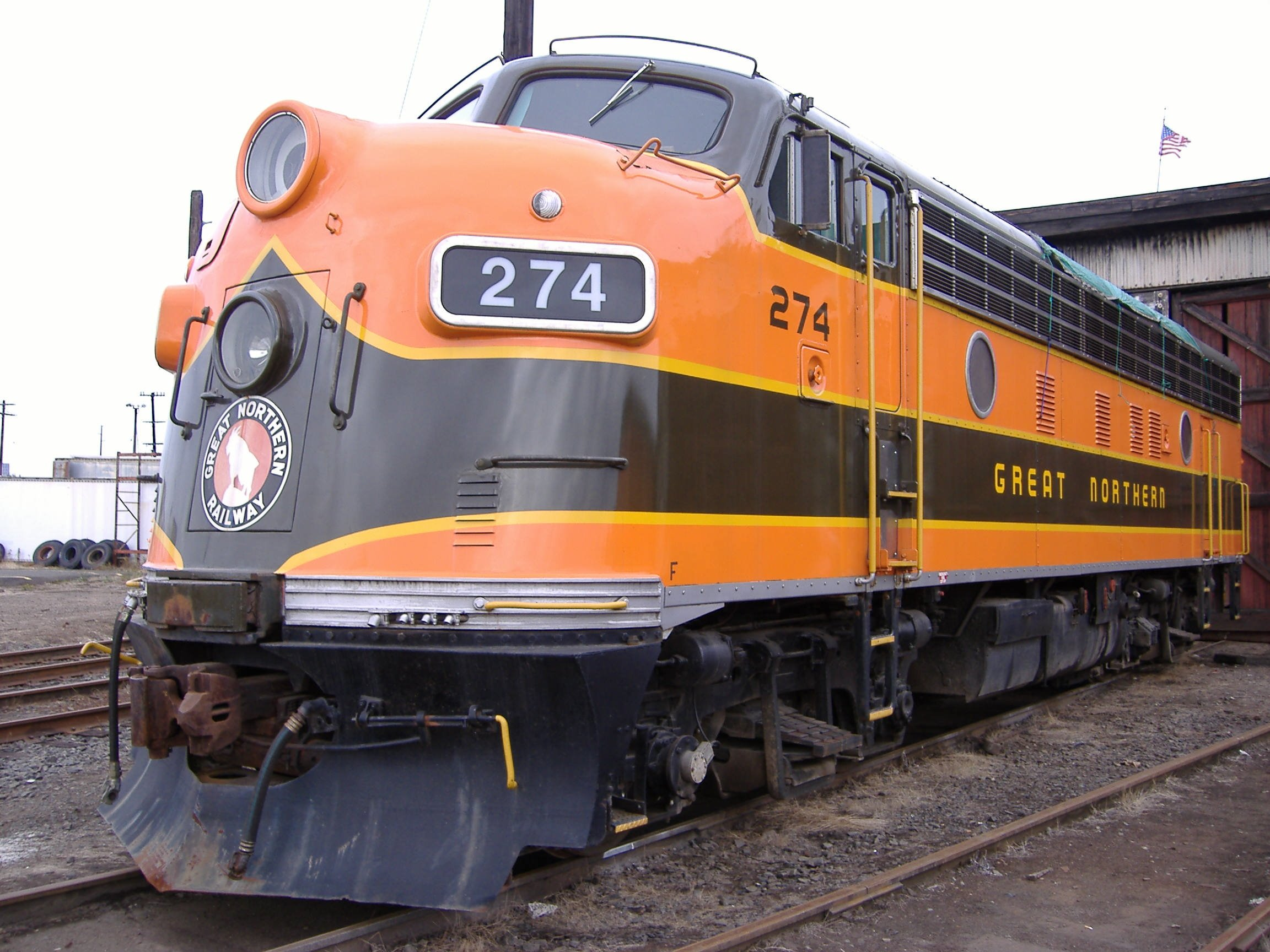
Locomotive EMD F7.
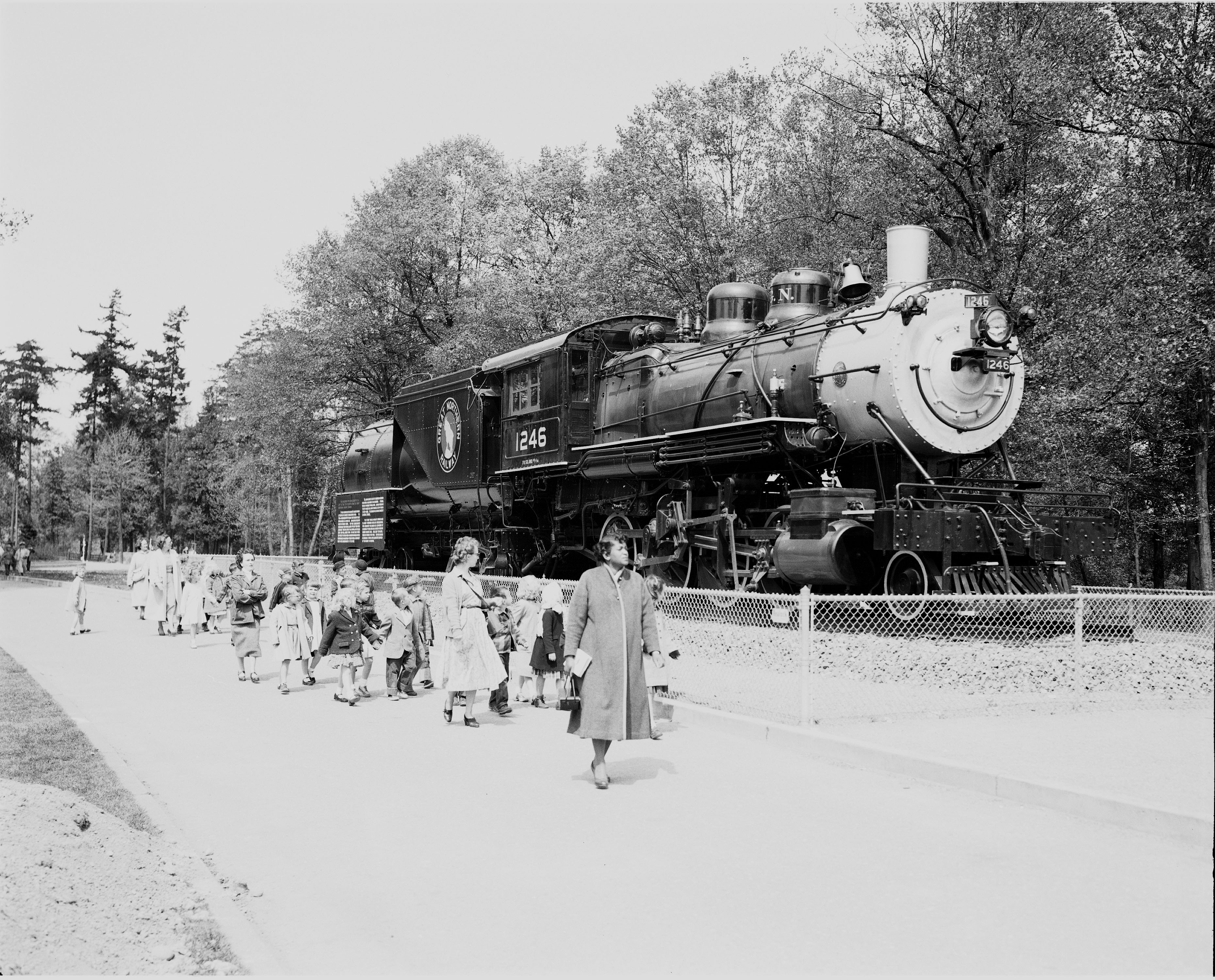
Locomotive à vapeur du GN de classe F-8, en 1955, dans un parc.
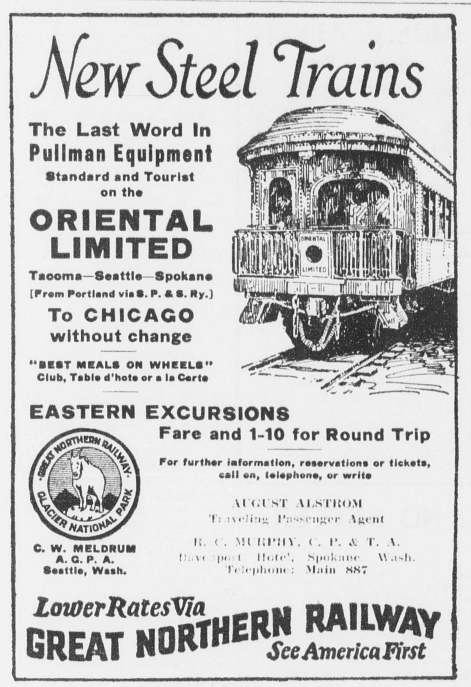
Annonce pour l’Oriental Limited, un train de la Great Northern vers Chicago.
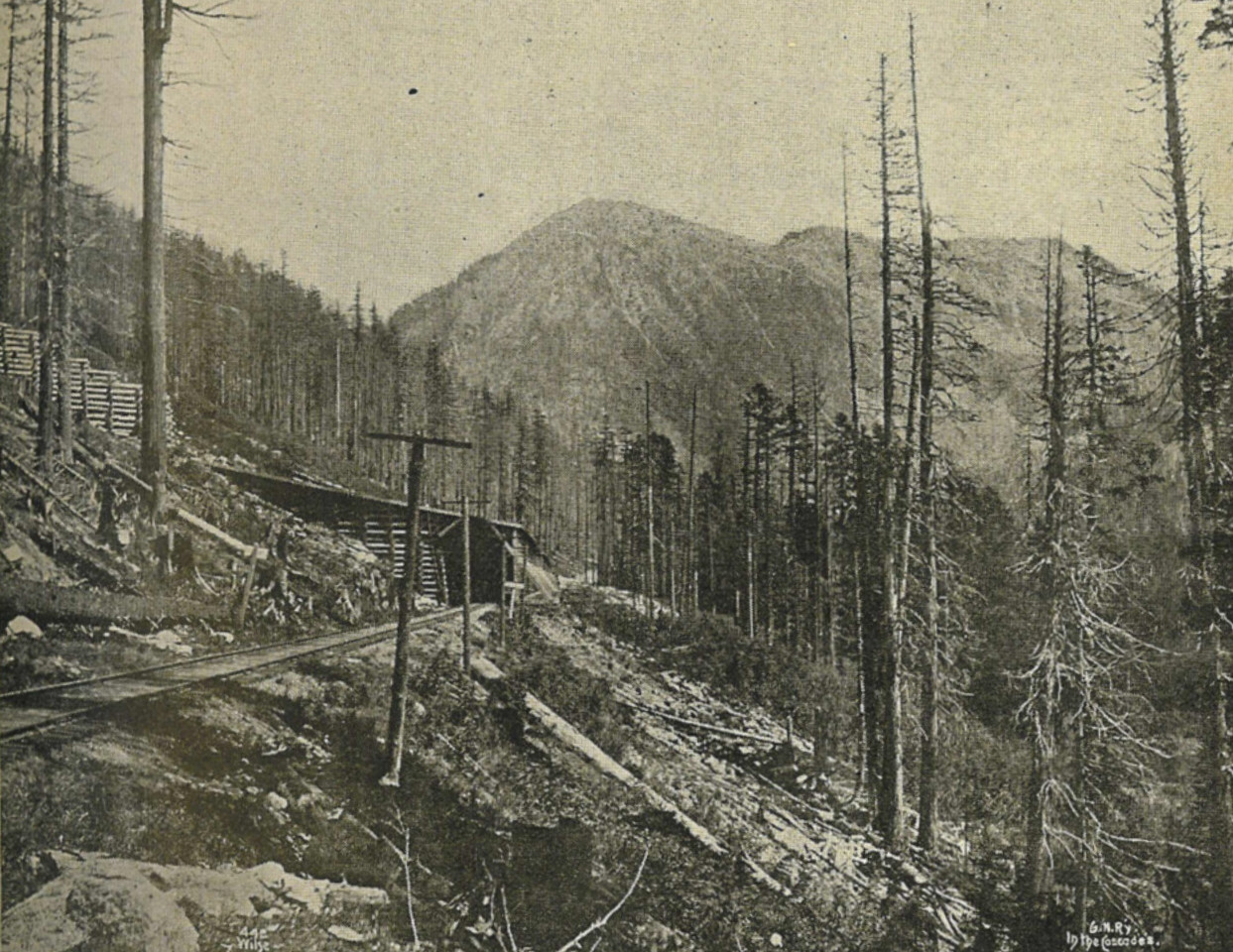
Great Northern RailWay (1900).

## Les trains de voyageurs
Le Great Northern exploite différents trains de voyageurs, mais le plus prestigieux est l'Empire Builder, dont le nom fut attribué en hommage au fondateur du Great Northern Railway, James J. Hill. 
Les trains avec dénominations : 
- l'Empire Builder : Chicago-St. Paul-Seattle-Portland
- l'Oriental Limited : Chicago-St. Paul-Seattle (remplacé par le Western Star en 1951)
- le Western Star : Chicago-St. Paul-Seattle-Portland
- le Fast Mail : St. Paul–Seattle
- l'Alexandrian : St. Paul–Fargo (1931)
- le Dakotan : St. Paul-Minot
- le Winnipeg Limited : St. Paul-Winnipeg
- le Red River Limited : Grand Forks-St. Paul (renommé plus tard Red River)
- le Gopher : St. Paul-Superior/Duluth
- le Badger Express : St. Paul-Superior/Duluth (renommé plus tard Badger)
- l'International : Seattle-Vancouver (British Columbia)
- le Cascadian : Seattle - Spokane